# Jon Olsen
Jon Olsen (n. 25 aprilie 1969, New Britain⁠(d), Connecticut, SUA) este un înotător american, medaliat olimpic. A participat la 2 ediții ale Jocurilor Olimpice (1992, 1996) în care a câștigat 6 medalii de aur și o medalie de bronz.